# Ostojićevo (Čoka)
Pour les articles homonymes, voir Ostojićevo.

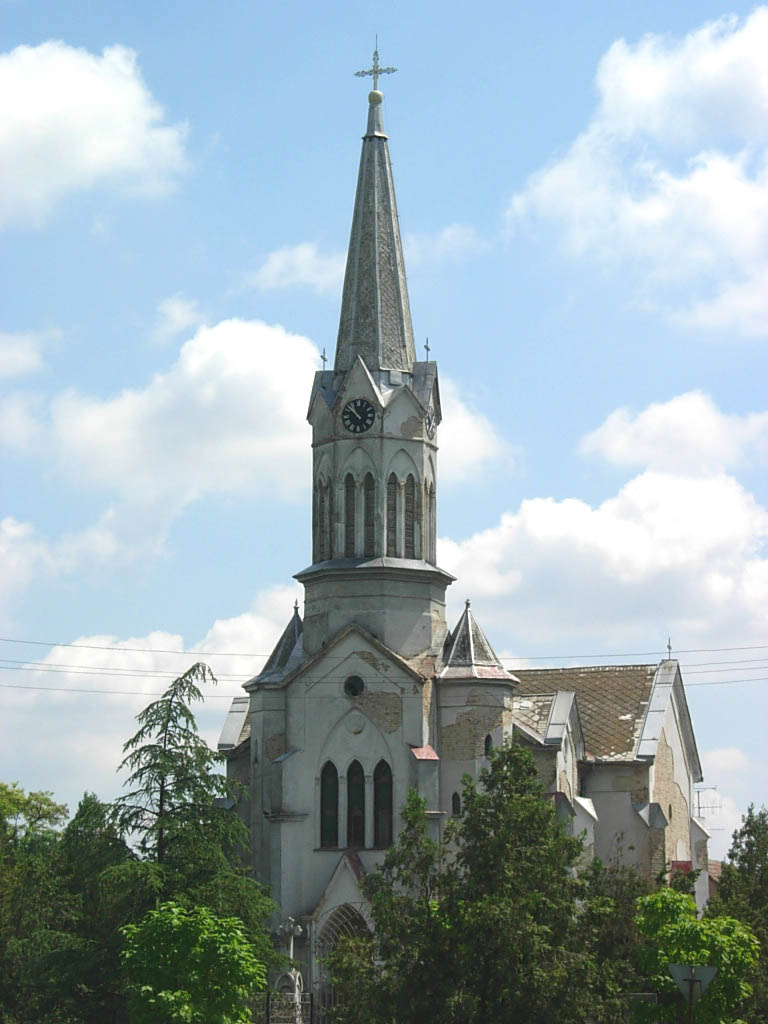
L'église catholique Saint-Joseph à Ostojićevo

Ostojićevo (en serbe cyrillique : Остојићево ; en hongrois : Tiszaszentmiklós) est une localité de Serbie située dans la province autonome de Voïvodine. Elle fait partie de la municipalité de Čoka dans le district du Banat septentrional. Au recensement de 2011, la localité comptait 2 328 habitants.

## Démographie

### Évolution historique de la population
| 1948  | 1953  | 1961  | 1971  | 1981  | 1991  | 2002  | 2011  |
| ----- | ----- | ----- | ----- | ----- | ----- | ----- | ----- |
| 4 105 | 4 265 | 4 024 | 3 678 | 3 395 | 3 040 | 2 844 | 2 328 |

|  |